# Patrician IV
Patrician IV é um jogo eletrônico de estratégia em tempo real e quarto título de sua série, sendo os dois primeiros totalmente em alemão. O jogo desenvolvido pela  Gaming Minds e distribuído pela empresa Kalypso Media, foi lançado em 10 de setembro de 2010 na Europa e em 21 de setembro do mesmo ano nos EUA.

## Enredo
Patrician IV se passa em 1370, fim da Idade Média, no norte Europeu e na região báltica, a história do jogo é centrada nas cidades da Liga Hanseática e do norte Europeu.

### Campanha
O jogador, no papel de Max Stromberg,começa como um humilde verdureiro de 19 anos em Lübeck, que ensinado e influenciado por seu tio, parte para a vida de mercador com a intenção de no futuro ser o líder da Liga Hanseática. O jogador deve cumprir tarefas de seu tio, da prefeitura e da taberna, e deve cumprir também alguns requisitos, como uma certa quantia de dinheiro, barcos e casa comercial, para evoluir de profissão, conseguir influência em cidades e mais direitos.